# Luis Romera Oñate
Luis Romera Oñate (Barcelona, 15 de setembre de 1962) és un sacerdot, rector de la Universitat Pontifícia de la Santa Creu de Roma des del 30 de juliol del 2008. També és soci ordinari de la Pontifícia Acadèmia de Sant Tomàs d'Aquino.
Llicenciat en Geologia, Filosofia i Teologia i doctor en Filosofia, s'ordenà sacerdot el 10 de juny de 1990. Fou degà de la facultat de Filosofia de la Pontifícia Universitat de la Santa Creu, abans de ser-ne nomenat rector en substitució de Mariano Fazio Fernández.

## Llibres publicats
- Pensar el ser. Análisis del conocimiento del "actus essendi" según C. Fabro, Peter Lang Bern 1994, ISBN 3-906753-28-X.
- Introduzione alla domanda metafisica, Armando Rom 2003, ISBN 88-8358-617-4.
- Finitud y trascendencia. La existencia humana ante la religión, Edusc Rom 2006 (2. Auflage), ISBN 88-8333-166-4.
- Dalla differenza alla trascendenza. La differenza ontologica e Dio in Heidegger e Tommaso d'Aquino, Marietti Genua/Mailand 2006 (2. Auflage), ISBN 88-211-8562-1.
- L'uomo e il mistero di Dio. Corso di Teologia Naturale, Edusc Rom 2008, ISBN 978-88-8333-193-0.
- La actualidad del pensamiento cristiano, Publicaciones de la Universidad de Piura (Peru) 2010, ISBN 978-9972-48-130-7.